# Bosnia ed Erzegovina ai Giochi della XXXIII Olimpiade
La Bosnia ed Erzegovina ha partecipato ai Giochi della XXXIII Olimpiade, svoltisi a Parigi, Francia, dal 26 luglio all'11 agosto 2024, con cinque atleti in tre discipline.

## Delegazione
| Sport            | Uomini | Donne | Totale |
| ---------------- | ------ | ----- | ------ |
| Atletica leggera | 1      | 0     | 1      |
| Judo             | 0      | 2     | 2      |
| Nuoto            | 1      | 1     | 2      |
| Totale           | 2      | 3     | 5      |

## Risultati

### Atletica leggera
Maschile
Eventi su campo
| Atleta      | Evento         | Qualifica | Qualifica | Finale          | Finale          |
| Atleta      | Evento         | Misura    | Posizione | Misura          | Posizione       |
| ----------- | -------------- | --------- | --------- | --------------- | --------------- |
| Mesud Pezer | Getto del peso | 19,03     | 26º       | Non qualificato | Non qualificato |

### Judo
| Atleta               | Evento           | 16-esimi             | Ottavi               | Quarti               | Semifinali           | Ripescaggio          | Finale               | Pos.            |
| Atleta               | Evento           | Avversario Punteggio | Avversario Punteggio | Avversario Punteggio | Avversario Punteggio | Avversario Punteggio | Avversario Punteggio | Pos.            |
| -------------------- | ---------------- | -------------------- | -------------------- | -------------------- | -------------------- | -------------------- | -------------------- | --------------- |
| Aleksandra Samardžić | 70 kg femminile  | Olsen V 10-0         | van Dijke P 0-10     | Non qualificata      | Non qualificata      | Non qualificata      | Non qualificata      | Non qualificata |
| Larisa Cerić         | +78 kg femminile | Andrews V 0-10       | Nunes V 0-10         | Dicko P 0-10         | Non qualificata      | Kim P 0-1            | Non qualificata      | 7ª              |

### Nuoto
| Atleta      | Evento                      | Batterie | Batterie  | Semifinali      | Semifinali      | Finale          | Finale          |
| Atleta      | Evento                      | Tempo    | Posizione | Tempo           | Posizione       | Tempo           | Posizione       |
| ----------- | --------------------------- | -------- | --------- | --------------- | --------------- | --------------- | --------------- |
| Jovan Lekić | 400 m stile libero maschile | 3'57"90  | 30º       | Non qualificato | Non qualificato | Non qualificato | Non qualificato |
| Lana Pudar  | 100 m farfalla femminili    | 57"97    | 17ª       | Non qualificata | Non qualificata | Non qualificata | Non qualificata |
| Lana Pudar  | 200 m farfalla femminili    | 2'09''32 | 12ª Q     | 2:08.74         | 12ª             | Non qualificata | Non qualificata |